# جبهه جنوب شرقی آسیای جنگ جهانی دوم
جبهه جنوب شرقی آسیای جنگ جهانی دوم (انگلیسی: South-East Asian theatre of World War II) شامل مبارزات جنگ اقیانوس آرام در حکومت بریتانیا در برمه، هند، تایلند، فیلیپین مشترک‌المنافع، هندوچین، مالایای بریتانیا و سنگاپور بود.